# Assumpta Roura
Assumpta Roura (Barcelona, 1952 - 2014) fue una periodista y escritora española.

## Trayectoria
Licenciada en filosofía y letras por la Universidad de Barcelona, diplomada en sociología de la comunicación por la Universidad Paul Valerie de Montpellier ("Sociología y comunicación en los albores del siglo XXI: pautas mediáticas y nuevos comportamientos sociales"), se inició en el mundo periodístico en Mundo Diario, y posteriormente, entre otros medios, colaboró con La Vanguardia, Hoy, El Mundo Cataluña, Interviú, Tiempo y La Voz de Galicia.
Escribió diferentes libros, hizo de traductora y se dedicó también a la fotografía. Uno de sus libros más conocidos y sobrecogedores es "Hasta luego, tristeza. Autobiografía de una depresión", basado en su experiencia con esta grave enfermedad; en el libro también habla de sus difíciles relaciones sentimentales.
Fue una persona comprometida socialmente. Militó a Bandera Roja en la década de los 70. Años más tarde, entre otras implicaciones, simpatizó con el Movimiento 15-M. Además de escribir en la prensa impresa, publicó artículos en diferentes medios virtuales y estuvo activa en las redes sociales.
Después de haber sido una notable escritora y haber publicado en grandes editoriales (Planeta, Plaza & Janés, Gedisa...), al final de su vida, con importantes problemas de salud y económicos, acabó viviendo gracias a las ayudas de Caritas.

## Publicaciones
- Isabel Preysler: el triunfo de una mujer (1986)
- Contigo ¡pan y caviar!: tú, yo y el dinero (1990)
- La radio de Julia (1992)
- Protagonistas. Luis del Olmo, la radio y yo (1993, conjuntamente con Luis del Olmo)
- Nosotros, que nos quisimos tanto: el libro de los que fuimos jóvenes (1996)
- La mujer ante el espejo: apuntes sobre el amor (1997)
- Mujeres para después de una guerra: una moral hipócrita del franquismo (1998)
- El misterio de la mujer de El Pardo (2000)
- Hasta luego, tristeza. Autobiografía de una depresión (2000)
- Entre nosotras: de mi madre a mi hija (2001)
- El bolero de Caperucita (2002)
- Un inmenso prostíbulo. Mujer y moralidad durante el franquismo (2005)
- Telenovelas, pasiones de mujer: el sexo del culebrón (2009)